# Shrek Kart
 (juillet 2025).
Motif : Sources secondaires centrée d'envergure ?
- Archive Wikiwix
- Bing
- Cairn
- DuckDuckGo
- E. Universalis
- Gallica
- Google
- G. Books
- G. News
- G. Scholar
- Persée
- Qwant
- (zh) Baidu
- (ru) Yandex
- (wd) trouver des œuvres sur Wikidata

| 1. | Préciser le motif de la pose du bandeau. | Précisez le motif de la pose du bandeau en utilisant la syntaxe suivante : {{admissibilité à vérifier\|date=juillet 2025\|motif=remplacez ce texte par le motif}}               |
| 2. | Informer les utilisateurs concernés.     | Pensez à avertir le créateur de l'article, par exemple, en insérant le code ci-dessous sur sa page de discussion : {{subst:avertissement admissibilité à vérifier\|Shrek Kart}} |

Shrek Kart est un jeu vidéo de course édité et développé par Gameloft. Sorti sur iOS et Android en octobre 2009, il n'existe plus depuis avril 2017.

## Système de jeu
Shrek Kart reprend fidèlement les codes des jeux de karting populaires comme Mario Kart, en y intégrant les éléments caractéristiques de l’univers de Shrek. Le jeu se contrôle via l’accéléromètre de l’appareil : incliner le téléphone permet de diriger le kart, tandis que des boutons tactiles servent à freiner et à utiliser les bonus. Ces derniers sont obtenus en passant sur des cubes spéciaux, et permettent d'activer temporairement des effets comme une augmentation de vitesse, un bouclier protecteur ou diverses armes pour gêner les adversaires.
Shrek Kart permet au joueur, avant chaque course, de personnaliser son expérience en choisissant différents éléments de son véhicule. Le joueur peut ainsi sélectionner le kart, les roues, le parachute, ainsi que le personnage issu de l’univers de Shrek qui prendra le volant.
Le jeu propose quatre modes de jeu, dont un mode Battle,. S’il n’innove pas particulièrement dans le gameplay, Shrek Kart propose des fonctionnalités multijoueur local, accessibles en Wi-Fi mais aussi en Bluetooth., une fonctionnalité rare à l’époque de sa sortie. Néanmoins, ce multijoueur est exclusivement local, sans mode en ligne,.